# Mariner 3
La sonda Mariner 3 fu lanciata il 5 novembre 1964 per eseguire il primo sorvolo ravvicinato (in inglese, fly-by) di Marte.
Andò perduta poiché la sua copertura protettiva non riuscì ad aprirsi nel momento in cui la sonda entrò nello spazio interplanetario. Ciò impedì il dispiegamento dei quattro pannelli fotovoltaici, che furono pertanto incapaci di raccogliere energia dal Sole. La sonda cessò di funzionare quando si scaricarono le sue batterie. È disattiva, in orbita attorno al Sole.
La sua missione fu portata a compimento dalla sonda gemella Mariner 4, lanciata il seguente 28 novembre.

## Il fallimento del lancio
La sonda fu lanciata il 5 novembre 1964, 19:22:05 UTC dal complesso di lancio 13 di Cape Canaveral, in Florida, a bordo di un razzo Atlas/Agena D. Al termine della fase di spinta del motore a razzo furono rilevati i primi problemi: la velocità era inferiore a quella prevista dai piani di volo. La causa fu identificata nella copertura dell'ogiva dell'Agena che proteggeva la sonda durante il lancio. Realizzata in pannello a sandwich con pelli in fibre di vetro, oppose una resistenza maggiore nell'attraversamento dell'atmosfera non bilanciata dal guadagno nella riduzione del peso, rispetto ad un'ogiva con pareti metalliche. Questo avrebbe di per sé ostacolato il raggiungimento di Marte.

Tuttavia, una volta raggiunta l'orbita risultò che la copertura protettiva non si era separata dalla sonda. Il tentativo di dispiegare i pannelli fotovoltaici non ebbe successo e, disattivati gli strumenti scientifici per risparmiare energia, la sonda continuò a funzionare grazie alle batterie di bordo per altre 8 ore e 43 minuti, prima che anche queste si esaurissero.
Gli ingegneri della NASA avevano programmato di tentare di forzare l'apertura dell'ogiva attraverso l'accensione del motore, ma il tentativo non ebbe luogo perché le batterie si esaurirono prima che fosse compiuto. Il fallimento del lancio impose la riprogettazione dell'ogiva stessa, questa volta in metallo, per il 28 novembre seguente, quando sarebbe stato lanciato il razzo Atlas/Agena D con a bordo il Mariner 4.